# Eopachylus illectus
Eopachylus illectus is een hooiwagen uit de familie Gonyleptidae.